# NGC 1282
NGC 1282 ist eine elliptische Galaxie vom Hubble-Typ E4 im Sternbild Perseus am Nordsternhimmel. Sie ist schätzungsweise 100 Millionen Lichtjahre von der Milchstraße entfernt und hat einen Durchmesser von etwa 105.000 Lj. Die Entfernungsmessungen basierend auf den Radialgeschwindigkeiten stimmen nicht mit den rotverschiebungsunabhängigen Entfernungsschätzungen von 241 ± 91 Millionen Lichtjahren überein. Die Galaxie gilt als Mitglied des Perseus-Haufens Abell 426.
Im selben Himmelsareal befinden sich u. a. die Galaxien NGC 1275, NGC 1278, NGC 1279, NGC 1283.
Das Objekt wurde am 23. Oktober 1884 von dem Astronomen Guillaume Bigourdan entdeckt.